# Jyrki Seppä
Jyrki Seppä (* 14. November 1961 in Tampere) ist ein ehemaliger finnischer Eishockeyspieler, der in seiner aktiven Zeit von 1979 bis 1986 unter anderem für die Winnipeg Jets in der National Hockey League gespielt hat.  

## Karriere
Jyrki Seppä begann seine Karriere als Eishockeyspieler in seiner Heimatstadt in der Nachwuchsabteilung von Ilves Tampere, für dessen Profimannschaft er von 1979 bis 1981 in der SM-liiga aktiv war. Anschließend wurde er im NHL Entry Draft 1981 in der dritten Runde als insgesamt 43. Spieler von den Winnipeg Jets ausgewählt, blieb jedoch zunächst für die Saison 1981/82 in Finnland, wo er für Jokerit Helsinki auf dem Eis stand. 
Im Sommer 1982 ging Seppä schließlich nach Nordamerika, wo er in den folgenden beiden Jahren hauptsächlich für Winnipegs Farmteam, die Sherbrooke Canadiens, in der American Hockey League, spielte. Zudem kam er in der Saison 1983/84 zu 13 Einsätzen für Winnipeg in der National Hockey League, bei denen er zwei Vorlagen gab. In der Folgezeit war der ehemalige Junioren-Nationalspieler häufig verletzt, sodass er ein Jahr lang mit dem Eishockey aussetzen musste. Zur Saison 1985/86 lief er für seinen Ex-Klub Jokerit Helsinki in der SM-liiga auf, woraufhin er bereits im Alter von 24 Jahren seine Karriere beendete.        

### International
Für Finnland nahm Seppä an den Junioren-Weltmeisterschaften 1980 und 1981 teil. Bei beiden Turnieren gewann er mit seiner Mannschaft die Silbermedaille, wobei er bei der Junioren-WM 1980 ohne Einsatz blieb.

## Erfolge und Auszeichnungen
- 1980 Silbermedaille bei der Junioren-Weltmeisterschaft
- 1981 Silbermedaille bei der Junioren-Weltmeisterschaft